# Campethera abingoni
El pito colidorado (Campethera abingoni) es una especie de ave piciforme perteneciente a la familia Picidae que vive en África

## Subespecies
- Campethera abingoni abingoni
- Campethera abingoni anderssoni
- Campethera abingoni chrysura
- Campethera abingoni constricta
- Campethera abingoni kavirondensis
- Campethera abingoni suahelica
- Campethera abingoni vibrator

## Distribución
Esta especie se encuentra ampliamente distribuida por el África subsahariana, localizándose en Angola, Benín, Botsuana, Camerún, Chad, Costa de Marfil, Gambia, Ghana, Guinea, Guinea-Bissau, Kenia, Malaui, Mali, Mauritania, Mozambique, Namibia, República Centroafricana, República del Congo, República Democrática del Congo, Ruanda, Senegal, Sudáfrica, Sudán del Sur, Suazilandia, Tanzania, Uganda, Zambia y Zimbabue.